# الحراکی
الحراکی یک منطقهٔ مسکونی در سوریه است که در حمص واقع شده‌است.

## خصوصیات
الحراکی ۲٬۲۳۸ نفر جمعیت دارد.